# Maioridade penal
A maioridade penal ou maioridade criminal define a partir de qual idade o indivíduo responde pela violação da lei penal na condição de adulto, sem qualquer garantia diferenciada reservada para indivíduos menores de idade. O indivíduo é, pois, reconhecido como adulto consciente das consequências individuais e coletivas dos seus atos e da responsabilidade legal embutidas nas suas ações. A Constituição federal de 1988 define em seu artigo 228, que são penalmente inimputáveis os menores de dezoito anos. No Brasil, esta idade coincide com a maioridade penal e menores de dezoito anos respondem por infrações de acordo com o Estatuto da Criança e do Adolescente. A maioridade penal, por sua vez, não coincide, necessariamente, com a maioridade civil, nem com as idades mínimas necessárias para votar, para trabalhar, para casar e emancipação. A menoridade civil cessa em qualquer um destes casos.
Em muitos países, o indivíduo abaixo da maioridade penal está sujeito, a partir de certa idade, a punições mais leves, como advertência, atividades socioeducativas, trabalhos sociais, acompanhamento social ou psicológico, detenções ou internações em instituições correcionais ou reformatórios, etc., existindo em alguns casos tribunais ou varas de justiça específicas para o encaminhamento de acusações contra menores de dezoito anos.
A maioridade penal não coincide, necessariamente, com a idade de imputabilidade penal. Em muitos países, indivíduos com idade abaixo da maioridade penal são considerados penalmente imputáveis e respondem por seus atos de acordo com leis penais diferenciadas para acusados juvenis.

## Responsabilidade penal e confusão conceitual
Existe uma confusão conceitual entre imputabilidade penal e maioridade penal. Imputabilidade penal significa a possibilidade de atribuir a responsabilidade pela violação da lei penal, ou seja, pela prática de um crime, entendida como ação ou omissão típica, antijurídica e culpável. Maioridade penal, por sua vez, refere-se à idade a partir da qual o indivíduo responde pela violação da lei penal na condição de adulto, sem qualquer garantia diferenciada reservada para indivíduos jovens. A lei pode reconhecer a imputabilidade penal de indivíduos com idade abaixo da maioridade penal, acarretando uma responsabilização de natureza penal diferenciada, sob a luz do chamado Direito Penal Juvenil.
No Brasil, uma das causas dessa confusão conceitual é o fato de que o ordenamento jurídico não faz distinção entre imputabilidade penal e maioridade penal — definindo a idade para ambos como sendo dezoito anos — mas ao mesmo tempo os adolescentes são responsabilizados à luz do Estatuto da Criança e do Adolescente pela prática de ato infracional. A Constituição Federal, no artigo 228, estabelece que "são penalmente inimputáveis os menores de dezoito anos, sujeitos às normas da legislação especial" e, em conformidade com a norma constitucional, o regime de infrações do Estatuto da Criança e do Adolescente não segue a sistemática típica do Direito Penal, baseada em tipos penais e penas mínimas e máximas para cada delito. O ECA não faz referência a penas ou crimes praticados por adolescentes, mencionando apenas infrações e medidas socioeducativas, que não são individualizadas pelo estatuto para cada conduta específica. Essa situação gera um debate doutrinário a respeito da natureza jurídica do regime de responsabilização dos adolescentes infratores em vigor no Brasil. Alguns doutrinadores defendem que o Estatuto da Criança e do Adolescente já se constitui efetivamente num regime de "Direito Penal Juvenil", enquanto outros doutrinadores rejeitam essa visão, negando a natureza penal da responsabilização do adolescente infrator.
Alguns autores usam o termo "responsabilidade penal juvenil" para se referir à responsabilização do adolescente infrator segundo o Estatuto da Criança e do Adolescente, para diferenciar da "inimputabilidade penal" dos menores de dezoito anos definida na Constituição Federal. É o que se vê em alguns documentos da UNICEF:pg.15
Citação: Diferentemente do que alguns jornais, revistas ou veículos de comunicação em geral tem divulgado, a idade de responsabilidade penal no Brasil não se encontra em desequilíbrio se comparada à maioria dos países do mundo. De uma lista de 54 países analisados, a maioria deles como discutido a seguir, adota a idade de responsabilidade penal absoluta aos 18 anos de idade, como é o caso brasileiro. No entanto, tem sido fonte de grande confusão conceitual o fato de que muitos países possuam uma legislação especifica de responsabilidade penal juvenil e que portanto, acolham a expressão penal para designar a responsabilidade especial que incide sobre os adolescentes abaixo dos 18 anos. Neste caso, países como Alemanha, Espanha e França possuem idades de inicio da responsabilidade penal juvenil aos 14, 12 e 13 anos. No caso brasileiro tem inicio a mesma responsabilidade aos 12 anos de idade.
No entanto, o uso do termo "responsabilidade penal juvenil" para se referir ao regime de infrações dos adolescentes no Brasil não é aceito amplamente, tendo em vista que afirma uma natureza penal das medidas socioeducativas, o que é bastante controverso e contrário ao texto da Constituição Federal no Art. 228. Muitos doutrinadores rejeitam a noção de que a legislação brasileira atribui responsabilidade penal aos adolescentes.
Há um debate na doutrina jurídica acerca da natureza penal do sistema de infrações do Estatuto da Criança e do Adolescente, sendo que grande parte da doutrina rejeita a noção de natureza penal do ECA, seguindo uma interpretação literal do Art. 228, que define os menores de dezoito anos como sendo "penalmente inimputáveis".
Segundo Tiago Ivo Odon, consultor legislativo do Núcleo de Direito, Área de Direito Penal e Processual Penal do Senado Federal:
Citação: A definição da maioridade penal é um instrumento de política criminal. O principal obstáculo para a sua redução é o fato de estar prevista na Constituição Federal – artigo 228 – e não numa lei ordinária, como acontece na maior parte dos países. A doutrina brasileira não é pacífica sobre a questão de se o art. 228 constitui ou não cláusula pétrea; ou seja, se é possível ou não a maioridade penal aos dezoito anos ser abolida por emenda à Constituição (Inciso IV do 4.º parágrafo do artigo 60). O argumento é de que se trataria de garantia ou direito individual não arrolado no artigo 5, por força do que já prevê o § 2º desse mesmo artigo.

## Responsabilidade penal no âmbito internacional
No âmbito internacional, os dois principais marcos internacionais sobre os direitos da criança, a Carta de Pequim (1985) e a Convenção sobre os Direitos da Criança (1989), ambos da ONU, não estabelecem qual deve ser a idade mínima de imputabilidade penal, deixando aos Estados Nacionais essa definição, com base em sua cultura e "que esta não deve ser fixada a um nível demasiado baixo, tendo em conta os problemas de maturidade afetiva, psicológica e intelectual" (Capítulo 4.1 da Carta de Pequim). É prática recorrente os países terem uma idade mínima para imputabilidade penal do adolescente abaixo da idade convencionada para a maioridade penal. Antes de alcançar esta idade mínima, a criança não é considerada responsável pelos seus atos e não pode ser acusada de acordo processo penal. Segundo o Comitê sobre o Direito da Crianças da ONU, órgão responsável pela interpretação da Convenção sobre os Direitos da Criança (1989), a criança abaixo da idade mínima deve ser penalmente inimputável, que significa dizer que não pode ser considerada capaz de infringir as leis penais, mas pode receber medidas especiais de caráter protetivo. Porém os adolescentes menores de dezoito anos que estejam acima da idade mínima podem ser considerados penalmente imputáveis e responder pela prática de crimes de acordo com o processo penal de cada país, desde que o processo e o seu resultado final estejam de acordo com os princípios da Convenção.
Há, portanto, uma diferença entre as normas internacionais e o regime jurídico de responsabilidade juvenil vigente no Brasil: enquanto as normas internacionais reconhecem a imputabilidade penal do menor de dezoito anos e reservam as medidas de caráter protetivo para as crianças abaixo da idade mínima de inimputabilidade penal; o regime jurídico brasileiro não reconhece a imputabilidade penal dos menores de dezoito anos e atribui medidas socioeducativas de caráter protetivo a todos os infratores menores de dezoito anos, não apenas àqueles abaixo da idade mínima de doze anos. Os menores de doze anos estão fora do alcance das medidas socioeducativas do Estatuto da Criança e do Adolescente.
O fato de países adotarem um regime expressamente penal para responsabilizar criminalmente adultos e adolescentes, mesmo tendo estes últimos direitos específicos e foro diferenciado, leva algumas pessoas à conclusão errada de que há uma drástica redução da maioridade penal na maioria dos países, quando na verdade a "idade mínima" aponta a "idade mínima de inimputabilidade penal", não a "maioridade penal". A diferença entre esses países e o Brasil está apenas na natureza penal da responsabilização dos adolescentes infratores: no Brasil, a natureza penal não está expressa na lei nem na Constituição, mas é reconhecida por alguns doutrinadores jurídicos e já se verifica na prática na realidade das casas de detenção.

## Terminologia

### Maioridade Penal
Maioridade penal: o Dicionário Aurélio da Língua Portuguesa define “maioridade” como “a idade em que o indivíduo entra no pleno gozo de seus direitos civis”, e “maioridade penal” como “condição de maioridade para efeitos criminais”. É a idade a partir da qual o indivíduo responde pela violação da lei penal na condição de adulto, sem qualquer garantia diferenciada reservada para indivíduos jovens.

### Imputabilidade Penal
Imputabilidade penal significa a possibilidade de se atribuir a responsabilidade pela violação de lei penal, ou seja, pela prática de um crime nos termos das leis penais. A inimputabilidade penal significa o oposto: a impossibilidade, de acordo com a lei, de se atribuir a responsabilidade pela violação de lei penal.
A inimputabilidade penal tem várias hipóteses. Uma delas é a inimputabilidade por idade. Indivíduos podem ser considerados penalmente inimputáveis por estar abaixo (ou, em tese, acima) de certa idade.
A idade de imputabilidade penal não coincide, necessariamente, com a idade de maioridade penal. Os ordenamentos jurídicos podem reconhecer imputabilidade penal diferenciada para aqueles abaixo da idade de maioridade penal.

### Idade da responsabilidade criminal
Idade da responsabilidade criminal — do inglês age of criminal responsibility. Também referido como Minimum Age of Criminal Responsibility (MACR). De acordo com a definição encontrada na literatura internacional, corresponde ao conceito de idade de imputabilidade penal, ou seja, idade mínima a partir da qual os indivíduos podem ser submetidos às leis penais, inclusive de processo penal, e são considerados capazes de responder pela prática de um crime.
O Comitê da ONU para os Direitos da Criança, órgão responsável pela interpretação da Convenção sobre o Direito da Criança, explica o significado de Minimum Age of Criminal Responsibility (MACR) dizendo que "crianças que cometem uma promiscuidade numa idade inferior ao mínimo não podem ser responsabilizadas num procedimento de natureza penal. Até mesmo crianças (muito) pequenas têm a capacidade de infringir as lei penal, mas se elas cometerem uma ofensa quando tiverem idade inferior ao MACR a presunção absoluta é de que elas não podem ser acusadas formalmente e responsabilizadas num processo penal. Para essas crianças, medidas especiais protetivas podem ser tomadas se forem no melhor interesse das crianças."
A expressão não é um sinônimo para maioridade penal, indicando apenas a idade a partir da qual uma pessoa pode ser criminalmente processada e julgada segundo as leis penais específicos para sua idade. O Comitê da ONU para os Direitos da Criança deixa claro a diferença entre MACR e maioridade penal ao estabelecer que indivíduos acima da idade mínima devem ainda ser tratados como menores de idade para fins penais: "crianças acima da idade mínima (MACR) no momento da conduta delituosa (ou no momento de infringir a lei penal), mas menores de dezoito anos podem ser formalmente acusadas e submetidas a um processo penal. Mas esse processo, inclusive o seu resultado final, deve estar plenamente de acordo com os princípios e disposições da Convenção dos Direitos da Criança".
O conceito de age of criminal responsibility corresponde ao conceito de idade imputabilidade penal: a idade a partir da qual o ordenamento jurídico atribui ao indivíduo a capacidade de ser responsabilizado de acordo com as leis penais do país. No entanto, para fins do estudo de direito comparado, o sentido o significado de age of criminal responsibility precisa ser considerado conforme a realidade fática de cada país, pois em muitos casos a idade oficial de inimputabilidade penal não corresponde à idade real em que os jovens são submetidos a medidas punitivas. É o caso do Brasil, em que a Constituição Federal define os menores de dezoito anos como penalmente inimputáveis, mas no entanto as medidas socioeducativas na prática são indistinguíveis de penas. Por causa disso, os documentos e obras internacionais por hora referem-se idade MACR brasileira como sendo dezoito anos e às vezes como sendo doze anos.

### Sanção penal
Sanção penal, segundo o dicionário do “Índice Fundamental do Direito”, é definida como: “medida punitiva ao transgressor; não se destina a repor as coisas conforme eram anteriormente ao ato ilícito, mas tão só a recompor a ordem jurídica violada”.
Em relação à legislação sobre crianças e adolescentes nos diferentes países, o que diferencia a sanção penal das normas legais sócio-educativas ou sanções administrativas são basicamente os seguintes pontos:
- existência de processo regional criminal;
- julgamento do jovem num tribunal (que pode ou não ser específico para jovens, conforme o país), porém com observância das normas penais, como aquelas do Código Penal, do Código Processual Penal ou de uma Lei de Execuções Penais.

Normalmente os países adotam modelos jurídicos diferenciados para o julgamento de menores de dezoito anos (ou próximo desta idade), impedindo terminantemente ou evitando ao máximo tratá-los juridicamente da mesma forma que os adultos. No Brasil, as leis penais propriamente ditas não se aplicam aos menores de dezoito anos, de acordo com o Art. 228 da Constituição Brasileira, que os considera penalmente inimputáveis.
Regime penal especial para jovens: em alguns países, a legislação penal possui dispositivos criminais diferenciados para jovens na faixa etária acima da responsabilidade criminal até a maioridade penal (conforme o caso, até dezoito anos, até 21 anos etc). Em Portugal, por exemplo, há um regime penal diferenciado para a faixa etária dos dezesseis anos até aos 21 anos (ver seção “Portugal”). Na França, há tribunais criminais especiais para menores entre os treze anos e os dezoito anos (ver seção "Europa").
Regime legal para jovens infratores (não-penal): em outros países, a legislação estabelece procedimentos e penalidades administrativas ou "medidas socioeducativas" para crianças ou adolescentes em conflito com a lei, situados abaixo da maioridade penal. É o caso, por exemplo, de três países da América do Sul: Brasil, Colômbia e Peru, que adotam esses procedimentos não-penais para jovens entre doze e dezoito anos. No entanto, o fato de não estarem classificadas como "medidas penais" na legislação destes países, não significa que não tenham cunho penal idêntico aos demais países que não adotam um regime jurídico para menores mais claramente diferenciado, como no Brasil. Cabe atentar, por exemplo, que as 6 medidas "sócio-educativas" previstas no Estatuto da Criança e do Adolescente tem finalidade de sanção-punitiva igual ou superior aos países que adotam explicitamente algum regime penal para jovens.pg.15-16 
O Escritório de Drogas e Crime (Office of Drugs and Crime) da Unicef, órgão das Nações Unidas, em seu “Manual para a Medição dos Indicadores da Justiça Juvenil”, de 2006, páginas 27-28, explica que:
“Onde a maioridade penal for especialmente alta, como dezessete ou dezoito anos, é possível que o sistema de justiça juvenil do país seja em grande parte voltado para o bem-estar do jovem. Em tais sistemas jurídicos, não se diz que crianças e adolescentes cometeram um "crime", já que todo o comportamento da criança é visto como um assunto social, educacional e ligado ao bem-estar. Ainda assim, estes tipos de sistemas legais poderão sentenciar crianças com penas de privação da liberdade [detenções] em instituições tais como estabelecimentos educacionais fechados. (…) Onde a maioridade penal for mais baixa, é mais provável que os sistemas legais do país façam uso de juízes e tribunais para crianças e adolescentes.”

## Maioridade penal nos países de língua portuguesa

### Brasil

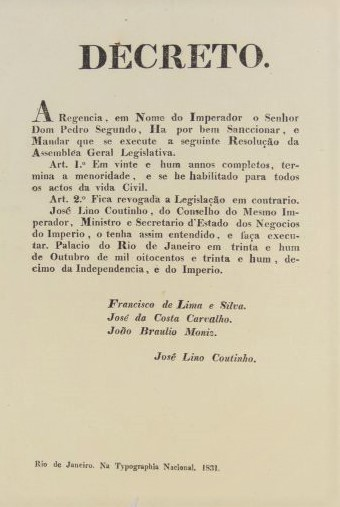
Decreto de 1831 em que cessava a menoridade, no Brasil, aos 21 anos.

O estabelecimento da idade penal de 18 anos no Brasil ocorreu após o caso menino Bernardino, que foi uma série de eventos ocorridos no Rio de Janeiro entre 1926 e 1927.
Conforme o artigo 228 da Constituição Federal de 1988 "São penalmente inimputáveis os menores de dezoito anos, sujeitos às normas da legislação especial". A afirmação é reforçada pelo artigo 27 do Código Penal, e pelos artigos 102 e 104 do Estatuto da Criança e do Adolescente - ECA (Lei n.º 8.069/90).
Os crimes praticados por menores de dezoito anos são legalmente chamados de “atos infracionais” e seus praticantes de “adolescentes em conflito com a lei” ou de "menores infratores". Aos praticantes são aplicadas “medidas socioeducativas” e se restringem apenas a adolescentes (pessoas com idade compreendida entre doze anos de idade completos e dezoito anos de idade incompletos. Todavia, a medida socioeducativa de internação poderá ser excepcionalmente aplicada ao jovem de até 21 anos, caso tenha cometido o ato aos quatorze anos). O ECA estabelece, em seu artigo 121, § 3º, quanto ao adolescente em conflito com a lei, que “em nenhuma hipótese o período máximo de internação excederá a três anos”, por cada ato infracional grave. Após esse período, ele passará ao sistema de liberdade assistida ou semiliberdade, podendo retornar ao regime fechado no caso de mau-comportamento.
Terminologia: Há uma discussão sobre o uso das expressões "menores infratores" e "adolescentes em conflito com a lei", alguns preferindo a primeira e outros a segunda. Para esses últimos, o uso da terminologia tem efeito emancipador e o uso da expressão "menores" acaba por discriminar o adolescente. Já os primeiros pensam diversamente e consideram que o uso da expressão "adolescente em conflito com a lei" (que não consta no ECA) serve na verdade como instrumento a serviço de um Estado inoperante, que se serviria da mudança de nomenclatura sem necessidade de promover mudança da realidade, acrescentando, ainda, que a expressão "menores" faz parte do texto legal (artigo 22 do ECA).

#### Reforma da maioridade penal
Diversas medidas e ideias vêm sendo debatidas ou propostas, no âmbito da sociedade brasileira, com vistas a possíveis alterações na maioridade penal e/ou na penalização de adolescentes em conflito com a lei, nomeadamente a redução da maioridade penal para 16 anos. Isso têm provocado acalorados debates entre especialistas e autoridades de diversas áreas, ou mesmo entre leigos no assunto.
Em 31 de março de 2015, a Comissão de Constituição e Justiça da Câmara aprovou a PEC 171/93, que reduz a maioridade penal de dezoito para dezesseis anos. Foi criada uma comissão especial para discutir a redução da maioridade penal no país, faltando passar por mais quarenta sessões desse colegiado até se chegar à votação final. O Presidente da casa, deputado Eduardo Cunha prometeu celeridade nessa proposta,
Em 2017, foi debatido no Senado Federal a Sugestão Legislativa enviada por um cidadão de São Paulo para o Portal e-Cidadania pedindo a redução da maioridade penal para 15 anos em crimes de estupro e assassinato. A ideia foi cadastrada em janeiro do mesmo ano e após 3 meses recebeu apoio de outros 20 mil internautas, sendo então encaminhada para a Comissão de Direitos Humanos e Legislação Participativa.
Em fevereiro de 2018, a Comissão aprovou o relatório da Senadora Regina Sousa (PT/PI) para não transformar a SUG n.° 12 de 2017 em projeto de lei, visto que as PECs nº 33, de 2012; n.º 74, de 2011; n.º 21, de 2013, e n.º 115, de 2015 já estão em tramitação no Senado.

### Portugal
Em Portugal, a responsabilidade penal juvenil ocorre aos 12 anos,pg.19 sendo os jovens abaixo desta idade penalmente inimputáveis. Os jovens entre 16 e 21 anos estão sujeitos a um Regime Penal Especial, conforme previsto no artigo 9º do Código Penal Português, e detalhado pelo decreto-lei nº 401/82, de 23 de setembro de 1982

#### Proposta de redução de dezesseis para quatorze anos
Em junho de 2006, deputados democratas-cristãos do partido CDS-PP (Centro Democrático Social/Partido Popular), defenderam no Parlamento Português a redução da maioridade penal em Portugal dos atuais dezesseis para quatorze anos, o que provocou reação, de um lado, dos partidos de esquerda — Partido Socialista (PS), Partido Comunista Português (PCP) — e dos verdes, e de outro lado, do centrista PSD (Partido Social Democrata), antigo membro da coligação governista no período 2002-2005.
O deputado Nuno Melo, autor da proposta, usou como argumentos: (1) estatísticas de 2005 sobre criminalidade juvenil apresentadas no “Relatório de Segurança Interna”, associando-as ao que entende como uma sensação de impunidade do jovem; e (2) uma comparação com a maioridade penal em dez outros países desenvolvidos, oscilando entre dez e quatorze anos — dez anos na Inglaterra; doze anos na Grécia, no Canadá e nos Países Baixos; treze anos na França, Israel e Nova Zelândia; e quatorze anos na Áustria, Alemanha e Itália.
Diversos partidos criticaram a proposta. Maria Rosário Carneiro, do Partido Socialista (PS), afirmou que o projeto é uma “regressão civilizacional”. O partido centrista PSD questionou os valores humanistas dos democratas cristãos: O que é feito do humanismo e do personalismo cristão do CDS?
Em defesa do projeto, o CDS se valeu de declarações de Marcelo Rebelo de Sousa, conhecido político e ex-líder do PSD, além de radialista e professor de Direito em Portugal.

## Responsabilidade criminal: comparação entre os países
A responsabilidade criminal varia imensamente entre os diferentes países, conforme a cultura jurídica e social de cada um, indicando uma falta de consenso mundial sobre o assunto. A grande diferença da responsabilidade entre os diversos países não necessariamente indica um sinal de “avanço” ou de “barbárie” deste ou daquele país, mas mostra o resultado de diferentes visões de mundo, concessões e teorias jurídicas entre as nações.
A Resolução n.º 40/33 das Nações Unidas, de 29 de novembro de 1985, estabeleceu as “Regras Mínimas das Nações Unidas para a Administração da Justiça Juvenil”, conhecidas como as “Regras de Pequim”, e recomenda que a idade da responsabilidade criminal seja baseada na maturidade emocional, mental e intelectual do jovem, e que esta idade não seja fixada “baixa demais”. O quanto seria este “baixo demais”, entretanto, a Resolução deixa em aberto, para livre interpretação.
Vale ressaltar que existem países que adotam maioridade inferior aos dezoito anos que possuem um regime de tratamento especial. Por exemplo: o adolescente pode ser julgado como adulto aos dezesseis anos na Argentina, mas irá cumprir a pena em local específico para sua idade, distinto dos detidos considerados adultos. Outros países, a exemplo dos EUA e da Inglaterra, adotam sistema único, sem distinção quanto à idade. Ver a seção Divergência de dados, neste artigo.
Alguns países que haviam reduzido a maioridade penal, acabaram retornando a sua idade inicial ou até aumentando. A idade de inimputabilidade penal no Japão é de catorze anos.
Segundo informação fornecida pela Unicef (Fundo das Nações Unidas para a Infância), a maioridade penal é a seguinte, nos países abaixo listados em ordem alfabética, por continente:
Todas as informações abaixo têm como fonte a Unicef, exceto quando mencionada explicitamente outra fonte.

### Tabela comparativa
A seguir se apresentar as idades mínimas em que uma pessoa pode ser processada criminalmente em cada país:
| Responsabilidade Penal Juvenil |

| Responsabilidade Penal de Adultos |

| A Espanha também adota um Sistema de Jovens Adultos com a aplicação da Lei Orgânica 5/2000 para a faixa dos dezoito aos 21 anos. |